# Ileana
Ileana  è un nome proprio di persona italiano femminile.

## Varianti
- Femminili: Illeana[3]
- Maschili: Ileano[1][3]

## Origine e diffusione

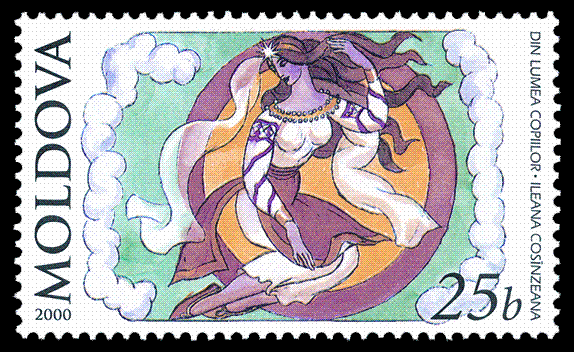
Ileana Cosânzeana su un francobollo moldavo

L'origine non è certa, ma generalmente viene considerato una forma rumena del nome Elena (o che sia legato a Ilona, anch'esso comunque probabilmente correlato ad Elena). È presente nel folclore rumeno nella figura Ileana Cosânzeana, una principessa catturata dal mostruoso Zmeu e salvata dall'eroico cavaliere Făt-Frumos.
In Italia si è diffuso recentemente, ed è attestato prevalentemente al Nord, rarificandosi via via che si scende nel Sud. Oltre che in italiano e in rumeno, è diffuso anche in spagnolo.

## Onomastico
L'onomastico può essere festeggiato il 1º novembre, in occasione di Ognissanti, poiché nessuna santa ha mai portato il nome Ileana.

## Persone
- Ileana di Romania, principessa di Romania, arciduchessa d'Austria e principessa di Toscana
- Ileana Argentin, politica italiana
- Ileana Cotrubaș, soprano rumeno
- Ileana D'Cruz, attrice indiana
- Ileana Ghione, attrice televisiva e teatrale italiana
- Ileana Gyulai-Drîmbă-Jenei, schermitrice rumena
- Ileana Leonidoff, danzatrice, coreografa e attrice russa
- Ileana Ongar, ostacolista italiana
- Ileana Pagani, accademica e storiografa italiana
- Ileana Ros-Lehtinen, politica statunitense
- Ileana Salvador, marciatrice italiana
- Ileana Silai, mezzofondista rumena
- Ileana Sonnabend, gallerista e mercante d'arte rumena naturalizzata statunitense
- Ileana Stana-Ionescu, attrice e politica rumena